# Radmila Matejčić
Radmila Matejčić (Banja Luka, 7. listopada 1922. – Rijeka, 20. kolovoza 1990.), hrvatska povjesničarka umjetnosti i arheologinja.

## Životopis
Osnovnu školu pohađala je od 1928. do 1932., a realnu gimnaziju od 1932. do 1941. godine u Banjoj Luci. Upisala se na povijest umjetnosti u Zagrebu, a tijekom ratnih godina radila je u muzejskim institucijama u Banjoj Luci i Zagrebu. Kao apsolventica radila je 1946. – 1947. u realnoj gimnaziji u Prijedoru, potom se udala za dr. Marijana Matejčića (rođenog u Crikvenici 1920.), pa je prešla u Radio-tehnikum u Zagrebu 1948. – 1949. godine. Diplomirala je Povijest umjetnosti i kulture i Klasičnu arheologiju na Filozofskom fakultetu u Zagrebu 1950. godine.
Nakon što je suprug dovršio specijalizaciju radiologije, zajedno s njim bila je premještena u Rijeku. Prvo vrijeme radila je kao bibliotekar u Naučnoj biblioteci (danas Sveučilišnoj knjižnici). Prvi tekst koji je objavila bio je 500-godišnjica rođenja Leonarda da Vincia (Riječki list, 16. ožujka 1952.). U tom razdoblju došlo je do spajanja Gradskog historijskog muzeja Rijeka (dijelom sljednika Museo Civico) i Muzeja Hrvatskog primorja Sušak (dijelom sljednika Museum Nugent), a nova institucija dobila je ime Muzej Hrvatskog primorja Rijeka. Godine 1952. u instituciji koja je djelovala na dva lokaliteta – u nekadašnjoj Guvernerovoj palači, te u zgradi obitelji Nugent, ispred kaštela na Trsatu – bili su zaposleni: upravitelj Miroslav Blažičević, kustosi Ivan Moderčić i Đurđa Berc, preparator Neda Cvijanović, manipulator Sonja Kezele, laborant Vesna Bakotić, čuvar Valentin Vojska, manulni radnik Ivan Mrak, te čistačice Margareta Čefarin i Elizabeta Pilepić.
U rujnu 1952. Radmila Matejčić dolazi, kratkotrajno, na mjesto vršitelja dužnosti upravitelja Muzeja Hrvatskog primorja. Tu je dobro surađivala sa Stručnim savjetom koji su sačinjavali: politički vrlo utjecajni Vinko Antić iz Naučne biblioteke, koji je te godine pokrenuo važnu Riječku reviju, potom Boris Vižintin, upravitelj Galerije slika, koja je djelovala na drugom katu Guvernerove palače do 1955. godine, te Iva Perčić direktorica Regionalnog zavoda za zaštitu spomenika kulture. Tih godina u gradu bilo je malo ozbiljnih kulturnih djelatnika, ali svi su uspješno surađivali, pokazujući entuzijazam i dobronamjernost koji su se kasnije negdje izgubili. Uprava muzeja dala je prijedlog, u veljači 1953., a grad Rijeka prihvatio promjenu imena institucije u Narodni muzej Rijeka. U ne uvijek posve jasnim kadrovskim promjenama unutar muzeja valja uočiti da je Radmila Matejčić od 1954. bila voditelj arheološkog odjela. To je bilo polazište svih njenih istraživanja i pribavljanja novih eksponata. Upravnik Narodnog muzeja 1955. godine postao je profesor Josip Perišić.

## Arheološka istraživanja
Godine 1959. Narodni muzej imao je tri odjela: Narodne revolucije, Pomorstva i Kulturne povijesti, koji je objedinjavao arheološku, historijsku i etnografsku zbirku. Te godine Radmila Matejčić bila je na arheološkim iskapanjima na lokalitetu Križišće-Veli Dol u Vinodolu. Taj lokalitet zaokupljat će je, u više navrata, tijekom idućih desetljeća. Djelovanje Narodnog muzeja, uz zamršenu strukturu, otežavala je situacija u Guvernerovoj palači. Tako su 1960. godine u raskošnoj neorenesansnoj zgradi vrhunskog mađarskog arhitekta Alajosa Hausmanna, stručnjaka za talijansku renesansu, djelovali i: Koncertni ured, Kazalište lutaka, dio Historijskog arhiva, dva ateljea likovnih umjetnika u potkrovlju, Matica iseljenika, KUD Jedinstvo, politička škola, teleprinter Novog lista, foto-laboratorij Crvenog križa i Društvo amatera likovnih umjetnika. U daljnjim strukturnim promjenama iste godine formiran je Pomorski muzej koji je preuzeo ambiciozni profesor Rikard Žic, uz veliku savjetodavnu i stručnu pomoć Vatroslava Cihlara, dobrog poznavatelja lokalne povijesti. On će muzej vrlo uspješno voditi do 1975., a savjetodavno i do 1980. godine. U prvom razdoblju potrošio je ogromnu energiju u iseljavanju brojnih institucija-podstanara, a potom u definiranju stalnog postava i priređivanju atraktivnih likovnih izložbi (Bela Čikoš Sesija, Ljubo Babić, Ivo Kalina, Jerolim Miše…) Nakon što je na Trsatu formiran Muzej narodne revolucije 1961. godine, Narodni muzej dobio je nezgrapno, dvojno, no do danas aktualno ime – Pomorski i povijesni muzej Hrvatskog primorja. Značajno obogaćivanje fundusa muzeja zbilo se na području hidro-arheologije i to poslije istraživanja lokaliteta Povile kod Novog Vinodolskog. Tih dana prisjetila se nešto kasnije sama Radmila Matejčić.
Drugo veliko područje na kojem je obavljala istraživanja bilo je kod otoka Ilovika 1963. godine. Tijekom niza godina ukupno je u muzej doneseno oko 140 amfora. Iste 1963. uslijedilo je bitno, stručno proširenje njenih interesa na područje numizmatike s tekstom Krune Città di Fiume i problem valute u Rijeci od godine 1918. do 1924. (Numizmatičke vijesti, br. 20, Zagreb), odnosno etnologije preko članka Nošnje Rijeke i okolice (prvo Riječka revija, br. 6, 1963., str. 440-447, pa separat, Pomorski i povijesni muzej). Iduće godine uslijedio je jedan mali biser, knjižica Morčići ili mori, koja na 16 stranica sažima sve što se moglo naći o specifičnom riječkom nakitu, a čija je podloga bio neobjavljeni tekst Riccarda Gigantea pohranjen u Naučnoj biblioteci. (Znatno poslije njegove smrti prikupljeni su različiti etnološki tekstovi tog plodnog, ali kontradiktornog autora u prilično neurednoj knjizi Folklore fiumano, Padova, 1980.)

## Morčići
Prvi poticaj da se mori upotrijebe kao motiv za složenije radove došao je od austrijske carice Marije-Ane, žene Ferdinanda II. Od tada jednostavni motiv glave crnca s naušnica prelazi kao ornamentalni element luksuznog nakita i kroz čitavu drugu polovicu 19. stoljeća će riječki moretisti stvoriti bezbroj kombinacija s tim ornamentom… Kada je 1845. godine riječki zlatar Ivan Korošac napravio, navodno prema caričinom nacrtu, narukvicu, igle i naušnice, poveli su se za njim i ostali zlatari, osobito njegov nasljednik Mihić. Tom se nakitu posvetila osobita pažnja koncem 19. stoljeća. Oko 1873. godine počelo se pripremati za međunarodnu izložbu u Beču i na nju su bili pozvani kao izlagači riječki zlatari Ante Mihić, Franjo Elenz i Petar Bačić kao proizvođači morčića. Pozivu se odazvali Elenz i Mihić. Elenzovi su radovi bili čista kopija nakita koji je svojevremeno Korošac izradio za caricu Mariju-Anu. Mihić je pak izložio model po nacrtu Augustina Gigantea i radovi su mu na izložbi donijeli diplomu. Poslije smrti Ante Mihića 1874. godine otkupili su njegovu zlatarsku radnju Pavle Scarpa i Gigante. Od tada se Gigante dao samo na usavršavanje morčića, oblikujući i varirajući s tim ornamentalnim elementom do beskraja. (Matejčić, R.: Morčići ili mori, prvo Riječka revija, br.8-9, 1964., pa separat, Pomorski i povijesni muzej, str. 8 ) Ovo je godinama ostao jedini tekst na temu nakita koji je postao jedan od simbola grada. Na tragu Riccarda Gigantea i Radmile Matejčić, tiskane su dvije nezavisne, višejezične knjige – Theodora de Canziani-Jakšića i Erne Toncinich. Interes za ovu problematiku muzeju je pribavio originalan alat kojim je radio Augustin Gigante, u svoj radionici uz crkvu Marijina Uznesenja te seriju morčića iz privatnih zbirki.

## Lapidarij
Iste 1964. godine Pomorski i povijesni muzej napravio je veliki korak naprijed s ozbiljnim stalnim postavom pomorske povijesti na drugom katu Guvernerove palače. Istovremeno je Radmila Matejčić postavila lapidarij (zbirku kamenih spomenika) u parku palače, poprativši sve s ozbiljnim katalogom na 32 stranice. Ovim svojim istupom ona je, zapravo, dovršila posao koji je započeo Riccardo Gigante 1934. godine, skupljajući kamene spomenike s područja grada u parku oko Gradskog muzeja (danas Državni arhiv Rijeka). Svi ti važni kameni spomenici bili su desetljećima u mraku podruma muzeja, pa je njihov izlazak na dnevno svjetlo ukazao Riječanima na ponešto zaboravljenih godina, pa i stoljeća.

## Starohrvatske nekropole
Arheološka istaživanja koja je Radmila Matejčić provodila u nizu kampanja na području Vinodola pokazala su se od temeljne važnosti za ranu povijest Hrvata. Prema arheološkim nalazima konačno slavensko naseljavanje Vinodola valja smjestiti u 8. stoljeće. Starohrvatska nekropola u Križišću dala je podatke o prvim slavenskim stanovnicima Vinodola. Prilozi u grobovima su nakit, uglavnom naušnice, tipične starohrvatske jagodaste, ali ima i naušnica mediteranskog, bizantskog i kötlaškog tipa. Miješanje tih naušnica upućuje na to da je Vinodol bio neko prijelazno područje na kom su se isprepletali utjecaji dalmatinske i istarske strarohrvatske kulture. Starohrvatske naušnice poznate su po nalazima u Triblju i ispod Podbadnja u Crikvenici. (Matejčić, R.: Vinodol, Zagreb, 1964., separat XI. kongresa folklorista, str. 13) Ovim njenim istraživanjima, koja je znatno kasnije nastavila i dovršila muzejska arheologinja Željka Cetinić, tiskavši impresivan katalog Stranče Gorica – Starohrvatskog groblje (PIPMHP, rijeka, 1998.), muzej je obogaćen čitavim nizom sitnih nalaza, bitnih za razumijevanje naših najdubljih korijena.

## Istraživanje baroka
Koračajući za njom i slijedeći trag popunjavanja fundusa muzeja, primjećuje se interes za barokno kovano željezo, o čemu je pisala 1965. godine. 
Ovaj tekst bio je pokazatelj određenog odmicanja od njenog primarnog znanstvenog interesa za arheologiju prema umjetnosti baroknog razdoblja. Ne iznenađuje podatak da je 1966. godine upisala poslijediplomski studij na Filozofskom fakultetu u Zagrebu, a da je 1970. godine obranila magistarsku radnju Sakralni spomenici barokne dobi u Rijeci. Na istom fakultetu prijavila je 1976. godine doktorat Barok u Istri, Rijeci i Hrvatskom primorju, a obranila ga je 23. ožujka 1977.
U centru Andrea Palladio u Vicenzi polazila je tri tečaja iz povijesti arhitekture (1967., 1969. i 1979.). Na međunarodnim skupovima i prilikom različitih stručnh kontakata služila se njemačkim, francuskim i talijanskim jezikom.

## Pedagoški rad
U muzeju je, pak, 1968. godine bio postavljen postav kulturne povijesti na prvom katu, no ključna osoba u njegovom definiranju bila je dr. Vanda Ekl kao vanjski suradnik. Profesorica Ljerka Stečić postavila je u muzeju zbirku oružja 1977., a zbirku brava, ključeva i okova 1978. godine, dijelom zaokružujući ranije istraživanja Radmile Matejčić. Nakon što je 1980. godine za direktora Pomorskog i povijesnog muzeja imenovan Ante Meštrović, dr. Matejčić je odlučila napustiti instituciju u kojoj je ostavila neizbrisiv trag. Prešla je na Pedagoški fakultet u Rijeci 16.prosinca 1980. godine, no nije bila u nepoznatoj sredini – jer je već godinu dana honorarno predavala kao izvanredni profesor. Njena, vrlo odmjerena, procijena bila je da će Likovna umjetnost na tom fakultetu, s pročelnikom katedre prodornim povjesničarem umjetnosti i likovnim kritičarem Milanom Zinaićem, biti njen iskorak kako u vlastitom usavršavanju, tako i u prenošenju obimnih znanja zainteresiranim studentima. U novoj, tek oblikovanoj, vrlo živoj i optimističnoj sredini predavala je neke od ključnih kolegija: Umjetnost i kultura prethistorijskih i starijih povijesnih razdoblja, Umjetnost renesanse i Umjetnost baroka. Do danas su ostali legendarnim njeni višesatni ispiti – kojima nije bio cilj iscrpljivanje studenata – već razgovor kao prilika da ih se još ponešto nauči. U zvanje redovnog profesora uvedena je 24. listopada 1981. godine.
Samo njena ogromna energija doprinijela je brojnim stručnim ekskurzijama u Veneciju, Ljubljanu, Beč i Zagreb, čime je omogućavala studentima da na licu mjesta, na velikim izložbama, upiju vizualne utjecaje ključne za njihovo povijesno i umjetničko oblikovanje. Postavila je i temelje daljnjem, logičnom razvoju ovog kompleksnog studija, na razmeđi teorije i prakse, u pravcu čiste Povijesti umjetnosti, odnosno Fakulteta za primijenjenu umjetnost – što je današnja situacija, na koju grad mora biti ponosan. S dvije knjige okrunila je 1982. godinu. Prva, na tisuću stranica (!), pojavila pod naslovom Barok u Hrvatskoj, a ona je bila koautor uz ugledne povjesničare umjetnosti Anđelu Horvat (Kontinentalna Hrvatska) i Kruna Prijatelja (Dalmacija). Njen tekst Barok u Istri i Hrvatskom primorju pokriva dio od 385 do 648 stranice i zapravo je knjiga u knjizi. U uvodu je sintetizirala svoj pogled na razdoblja ekonomskog i umjetničkog uspona ovog kraja – ne smije se zaboraviti da je Rijeka grad s najviše mramornih baroknih oltara na istočnoj obali Jadrana, a ne Zadar, Split ili Dubrovnik.

## Monografije
Postupno, kako je tekao gospodarski i politički razvoj Rijeke i Hrvatskog primorja, razvijao se i put barokne umjetnosti na tlu sadašnje riječke regije. U 17. stoljeću tome su razvoju pridonijeli svojim inicijativama crkveni redovi čiji je gospodarski potencijal bio veoma velik. Franjevci na riječkom Trsatu i u Senju, kapucini u Rijeci i pavlini u Senju, Novom i Crikvenici, augustinci i isusovci u Rijeci od drugog desetljeća 17. stoljeća do ukinuća redova krajem 18. stoljeća, nose barokizaciju svojih samostana i crkava, što je bio program njihove post-tridentinske politike, a i dio njihovog međusobnog natjecanja. U 18. stoljeću recepcija baroknog izraza tekla je brže jer je kulturna klima dorasla prihvaćanju stilskih novina, a to se prvenstveno može zahvaliti vezama Rijeke i Hrvatskog primorja s Trstom, odnosno sa Srednjom Europom. U Rijeku pristižu umjetnici i obrtnici iz predalpskog zaleđa, u njoj djeluju vlastiti arhitekti koji su svoj talent razvili upravo u toj sredini, tako da djela barokne umjetnosti nastala u Rijeci i na Hrvatskom primorju ne zaostaju za djelima u ostaloj Hrvatskoj i susjednoj Sloveniji. ( str. 391-392 )
Potom je publicirana i Ars aesculapii, koju je potpisala sa suprugom Marijanom Matejčićem, a koja se krajnje skrupulozno bavila poviješću zdravstvene kulture na području Kvarnera. Svakako se mora primijetiti da je Radmila Matejčić, nezavisno od vrlo velike i raznorodne znanstvene produkcije duljih članaka, do prvih knjiga došla vrlo kasno, tek u šezdesetoj godini. Zbog te činjenice možemo samo žaliti, jer je nesumnjivo da bi znanstvenica takve energije, uz nešto više podrške sredine, sigurno došla do obimnijeg ukoričenog opusa. Godine 1987. tiskala je turističku monografiju Crikvenica, područje općine, i tako se odužila rodnom gradu svog supruga.

## Kako čitati grad
Knjigom Kako čitati grad, koja je doživjela više izdanja, pomogla je novim generacijama Riječana pronaći zavičajni identitet. To obimno i višeslojno djelo nastalo je prikupljanjem tekstova pisanih za list Naša Rijeka, u razdoblju od 1981. do 1990. godine. Kao neka vrsta ozbiljnog, a opet sentimentalnog gradskog obiteljskog albuma doživjela je više izdanja: 1988., 1989. i bitno prošireno 1990. godine. Sva tri izdanja imala su pečat savjesnog grafičkog urednika Ive Marendića, koji zaslužuje barem dio kultnog statusa te knjige, zbog brojnih fotografija i njihovog savjesnog potpisivanja. Veliki uspjeh postiglo je i četvrto, znatno raskošnije izdanje iz 2007., koje je uobličio, kao urednik i fotograf, Goran Moravček, uz pomoć dizajnera i tehničkog urednika Ranka Žilića. Tu je sve postalo vedrije, optimističnije i šarenije, posve u duhu vremena. Sa žaljem se mora primijetiti da se nije iskoristila prigoda kako bi se knjiga nadopunila člankom o srušenoj crkvi Presvetog otkupitelja na Mlaci (tiskan kao njen posljednji tekst u Našoj Rijeci, br. 138-139, 1990. ). Ta knjiga čini sve Riječane njenim studentima, koje ona vodi u obilazak – neumorna, cinično-duhovita i energična, uvijek spremna na povezivanje važnih podataka s tračevima, kako bi zaintrigirala slušatelje i potom im skrenula pažnju na važne građevine, skulpture, slike. Jedna skraćena inačica knjige tiskana je 1988. godine kao turistički vodič Rijeka. U tom projektu imala je i suradnicu u osobi nekadašnje gradonačelnice dr. Nede Andrić. Vodič je bio dobro prihvaćen i doživio je još dva izdanja (1991., 1994.).

## Postumna izdanja
Radmila Matejčić umrla je u naponu intelektualne zrelosti, u ljetu iščekivanja rata, 20. kolovoza 1990. godine. Tadašnji direktor Pomorskog i povijesnog muzeja, Ante Meštrović, iznio je neka svoja razmišljanja o preminuloj znanstvenici: 
Radmila Matejčić sahranjena je na groblju Kozala, odmah do groba istaknutog znanstvenika Petera Salchera – prvog čovjeka koji je fotografirao let metka kroz zrak. 
Ubrzo su tiskane dvije bibliografije njenih radova – Željka Cetinić objavila je jednu u Vijestima muzealaca i konzervatora Hrvatske (br. 1-4, Zagreb, 1991.), a Snježana Hozjan drugu u Vjesniku Povijesnog arhiva Rijeka (br. 33-34, Rijeka, 1993., str. 219-241).
Postumno su joj, s dvadeset godina bezrazložnog kašnjenja, tiskana dva rukopisa u obliku decentnih monografija: Crkva Gospe Trsatske i Franjevački samostan, s odličnim predgovorom gvardijana i crkvenog povjesničara Emanuela Hoška (Izdavački centar Rijeka, 1991.), te Crkva Svetog Vida (Izdavački centar Rijeka, 1994.). Na žalost, u obje knjige kvaliteta reproduciranih crno-bijelih fotografija nije bila na razini koja se očekuje od takve vrste izdanja. Potom je izašla knjiga Izleti u prošlost (Adamić, Rijeka, 2000.), u kojoj su bili prikupljeni njeni duži i ozbiljniji tekstovi, tako da su čitatelji mogli na jednom mjestu vidjeti svu širinu njenih interesa, ali i njeno pomalo mrko, savjesno, kritičko, znanstveno lice. Upravo zbog ozbiljnosti knjiga nije izazvala euforiju sličnu onoj koja se javila s Kako čitati grad, ali su stručnjaci bili puni hvale, jer im je približila neke već teže dostupne tekstove zagubljene u periodici. Knjiga, podijeljena u šest većih cjelina, iznosi kronološki teme vezane uz arheološka istraživanja Tarsatice, liburnijskog limesa, riječkih termi, preko baroknih kipara i graditelja, do novijih razdoblja, kad je Rijeka izrasla u fascinantnu luku, s ekonomskom snagom koja joj je omogućavala neobične političke zaokrete u odnosima prema Zagrebu, Beču, Budimpešti i Rimu. Nezavisno od raznorodnosti tekstova, knjiga djeluje kao kompaktna i logična cjelina.